# Alec Berg
Alec Berg es un escritor de comedias estadounidense, más conocido como escritor para la comedia Seinfeld. También coescribió los guiones de las películas El Gato en el Sombrero, EuroViaje y El Dictador. Además, Berg es uno de los productores de agunos episodios de Larry David, Silicon Valley y Barry.
Berg es de ascendencia sueca.